# رضا الصلح
رضا الصلح (1860 - 1935)، سياسي لبناني، تولى مناصب عدة في سوريا أيام حكومة الأمير فيصل وبعدها.

## ولادته ونشأته
من مواليد مدينة صيدا في العام 1860 ميلادي. ومن سكان بيروت وأعيانها. والده أحمد باشا الصلح (ت1893) تولى عدة مناصب في الدولة العثمانية منها متصرف اللاذقية، وأخواه كامل باشا الصلح (ت1917) رئيس محكمتي استئناف دمشق وطرابلس الغرب، ومنح الصلح من مؤسسي جمعية المقاصد الخيرية الإسلامية في صيدا.

## نشاطه السياسي ومناصبه الرسمية
تولى أعمالا حكومية أيام الدولة العثمانية وأيام حكومة الأمير فيصل في دمشق وفي عهد الانتداب الفرنسي أيضا:
- انتخب عضوا في مجلس المبعوثان عن ولاية بيروت عام 1909 ميلادي.
- اشترك في تأليف حزب الحرّ المعتدل في مصر.
- اشترك في تأليف حزب الحرية والائتلاف في الأستانة.
- كان مناوئا للاتحاديين الأتراك فنفوه إلى الأناضول إبّان الحرب العالمية الأولى من العام 1916 إلى العام 1918 ميلادي.
- انتخب ممثلا عن صيدا في المؤتمر السوري العام (1918 - 1919)
- عُيّن وزيرا للداخلية في الحكومة التي شكلها الملك فيصل الأول في دمشق عام 1920 ميلادي.
- عُيّن رئيسا لمجلس الشورى في سوريا أيام حكومة الملك فيصل الأول فيها (مارس 1920 - يوليو 1920).

## وفاته
توفي في العام 1935 ميلادي.